# Centro de Monitoreo de la Conservación del Ambiente
El Centro Mundial de Vigilancia de la Conservación o UNEP-WCMC (por su acrónimo en inglés) es una rama del Programa de las Naciones Unidas para el Medio Ambiente (PNUMA) con sede en Cambridge (Reino Unido). Forma parte del PNUMA desde 2000, y se ocupa de evaluar la biodiversidad y de prestar apoyo a la formulación y aplicación de las políticas en la materia. Al momento de su creación en 1988, el Centro era una organización independiente administrada de forma conjunta entre la Unión Internacional para la Conservación de la Naturaleza, el PNUMA y el Fondo Mundial para la Naturaleza, antes de lo cual formaba parte de la Secretaría de la UICN.

## Áreas de trabajo
Las actividades del UNEP-WCMC incluyen la evaluación de la diversidad biológica, el apoyo a convenciones internacionales como la Convención sobre el Comercio Internacional de Especies Amenazadas de Fauna y Flora Silvestres (CITES); la gestión de datos espaciales y no espaciales (y la capacitación en la materia) sobre especies y hábitats pertinentes a la conservación. El mandato del Centro UNEP-WCMC consiste en facilitar la aplicación de los indicadores mundiales correspondientes al Objetivo 2010 para la Diversidad Biológica sobre la tasa de pérdida de la diversidad biológica, y junto con la Secretaría de la CITES  elabora una serie de informes y bases de datos. También gestiona, en colaboración con la Comisión Mundial de Áreas Protegidas de la UICN, la base de datos mundial sobre áreas protegidas. A través de University of California Press, UNEP-WCMC ha publicado una serie de atlas mundiales sobre temas relativos a la diversidad biológica. El Centro UNEP-WCMC consta de múltiples Programas para diferentes esferas de la conservación: bioinformática, comercio y diversidad biológica; cambio climático; evaluación del ecosistema; seguridad alimentaria, biomasa y diversidad biológica; decisiones y apoyo en materia marítima; áreas protegidas; y especies.